# Mario Davidovsky
Mario Davidovsky (Médanos, 4 marzo 1934 – New York, 23 agosto 2019) è stato un compositore argentino naturalizzato statunitense. Nato in Argentina, emigrò nel 1960 negli Stati Uniti. È meglio conosciuto per le sue serie di composizioni chiamate Synchronisms, che nelle esibizioni dal vivo incorporano sia strumenti acustici che suoni elettroacustici riprodotti da un nastro.

## Biografia
Davidovsky nacque a Médanos in Argentina, Partido di Villarino, nella Provincia di Buenos Aires, una città a circa 600 km a sud-ovest della città di Buenos Aires e vicino al porto di Bahía Blanca. A sette anni iniziò i suoi studi musicali sul violino. A tredici anni ha cominciò a comporre. Ha studiato composizione e teoria con Guillermo Graetzer all'Università di Buenos Aires, nella quale si è laureato.
Nel 1958 studiò con Aaron Copland e Milton Babbitt al Berkshire Music Center (ora Tanglewood Music Center) a Lenox, nel Massachusetts. Attraverso Babbitt, che lavorava al Columbia-Princeton Electronic Music Center ed altri, Davidovsky sviluppò un interesse per la musica elettroacustica. Copland incoraggiò Davidovsky ad emigrare negli Stati Uniti e, nel 1960, Davidovsky si stabilì a New York, dove fu nominato direttore associato del Columbia-Princeton Electronic Music Center.
La maggior parte delle sue composizioni pubblicate dagli anni '70 sono state non elettroniche. Le sue uniche composizioni elettroacustiche pubblicate da quel momento sono Synchronisms No. 9 (1988) e Synchronisms No. 10 (1992). Tuttavia Davidovsky ricevette una commissione da un gruppo guidato da SEAMUS per comporre altre due opere elettroacustiche nella serie Synchronisms. No. 11 e No. 12, furono presentati per la prima volta nel 2007 alla SEAMUS National Conference di Ames, IA.
La collaborazione di Davidovsky con il Columbia-Princeton Electronic Music Center continuò e dal 1981 al 1993 fu direttore del laboratorio e professore di musica alla Columbia. Nel 1994 diventò professore di musica ad Harvard. Durante la sua carriera Davidovsky ha anche insegnato in molte altre istituzioni: Università del Michigan (1964), Di Tella Institute di Buenos Aires (1965), Manhattan School of Music (1968-69), Università Yale (1969-70) e il City College di New York (1968-80).
Fa parte della facoltà di composizione del Mannes College The New School for Music.
Nel 1982 Davidovsky è stato eletto membro dell'American Academy of Arts and Letters.

## Vita privata
Davidovsky sposò Ellen Blaustein nel 1961.

## Premi
- The American Academy of Arts and Letters' Academy Award (1965)
- Premio Pulitzer per la musica (1971)
- Brandeis University Creative Arts Award
- Aaron Copland-Tanglewood Award
- SEAMUS Lifetime Achievement Award (1989)
- Walter W. Naumburg Foundation Award
- Peggy Guggenheim Award (1982)
- Barlow Endowment for Music Composition – Commission (2003)

## Borse di studio
- Koussevitzky fellowship (1958)
- Rockefeller fellowships (1963, 1964)
- Guggenheim Fellowship (1960, 1971)
- Williams Foundation Fellowship
- Walter Channing Cabot Fellowship

## Lavori
- String Quartet No. 1 (1951)
- Concertino per percussioni e orchestra d'archi (1954)
- Quintet per clarinetto e archi (1955)
- Suite Sinfonica Para "El Payaso" (1955), orchestra
- Three Pieces per quartetto di legni (1956)
- Noneti per Nine Instruments (1956)
- String Quartet No. 2 (1958)
- Serie Sinfonica 1959 (1959), orchestra
- Contrastes No. 1 (1960), orchestra d'archi e suoni elettronici
- Electronic Study No. 1 (1961) Columbia-Princeton Electronic Music Center
- Piano 1961 (1961), orchestra
- Electronic Study No. 2 (1962)
- Synchronisms No. 1 (1962), flauto e suono elettronico
- Trio per clarinetto, tromba, e Viola (1962)
- Synchronisms No. 2 (1964), flauto, clarinetto, violino, violoncello e nastro magnetico
- Synchronisms No. 3 (1964), violoncello e suono elettronico
- Electronic Study No. 3 (1965)
- Inflexions (1965), gruppo da camera
- Junctures (1966), flauto, clarinetto, e violino
- Synchronisms No. 4 (1966), coro e nastro magnetico
- Music per Solo violino (1968)
- Synchronisms No. 5 (1969), percussioni e nastro magnetico
- Synchronisms No. 6 (1970), pianoforte e suono elettronico (vinse il Premio Pulitzer nel 1971)
- Chacona (1971), violino, violoncello e pianoforte
- Transientes (1972), orchestra
- Ludus 2 (1973), flauto, clarinetto, violino, violoncello, pianoforte
- Synchronisms No. 7 (1974), orchestra e nastro magnetico
- Synchronisms No. 8 (1974), quintetto di legni e nastro magnetico
- Scenes from Shir ha-Shirim (1975), soprano, due tenori, basso solista e gruppo da camera
- String Quartet No. 3 (1976)
- Pennplay (1979), sedici strumentisti
- Consorts (1980), banda sinfonica
- String Quartet No. 4 (1980)
- String Trio (1982), violino, viola, violoncello
- Romancero (1983), soprano, flauto (ottavino, alto flauto), clarinetto (clarinetto basso), violino e violoncello
- Divertimento (1984), violoncello e orchestra
- Capriccio (1985), due pianoforti
- Salvos (1986), flauto (ottavino, alto flauto), clarinetto, arpa, percussioni, violino e violoncello
- Quartetto (1987), flauto, violino, viola e violoncello
- Synchronisms No. 9 (1988), violino e nastro magnetico
- Biblical Songs (1990), soprano, flauto, clarinetto, violino, violoncello, e pianoforte
- Concertante (1990), quartetto d'archi e orchestra
- Simple Dances (1991–2001), flauto (ottavino, alto flauto), due percussioni, pianoforte, e violoncello
- Synchronisms No. 10 (1992), chitarra e suoni elettronici
- Shulamit's Dream (1993), soprano e orchestra
- Festino (1994), guitar, viola, violoncello, contrabbasso
- Concertino (1995), violino e orchestra da camera
- Flashbacks (1995), flauto (ottavino e alto flauto), clarinetto (clarinetto basso), violino violoncello, pianoforte e percussioni
- Quartetto No. 2 (1996), oboe, violino, viola, violoncello
- String Quartet No. 5 (1998)
- Quartetto No. 3 (2000), pianoforte, violino, viola, e violoncello
- Cantione Sine Textu (2001), soprano e gruppo da camera
- RecitAndy (2001), violoncello
- Duo Capriccioso (2003), pianoforte e violino
- Sefarad: Four Spanish-Ladino Folkscenes (2004), voce di baritono, flauto (ottavino, alto flauto), clarinetto (clarinetto basso), percussioni, violino e violoncello
- Quartetto No. 4 (2005), clarinetto, violino, viola e violoncello
- Synchronisms No. 11 (2005), contrabbasso e nastro magnetico
- Synchronisms No. 12 (2006), clarinetto e nastro magnetico
- Piano Septet (2007)
- Divertimento per 8 ‘Ambiguous Symmetries’ (2015), flauto, clarinetto, percussioni, violino, viola, violoncello, basso, pianoforte[6]

## Discografia
- Works by Martin Brody, Mario Davidovsky, Miriam Gideon, Rand Steiger, Chinary Ung, New World Records, New World 80412-2. Release date: December 8, 1992.
  - Synchronisms No. 6; Fred Bronstein, Piano.
- Korf: Symphony No.2/Davidovsky: Divertimento/Wright: Night Scenes, New World Records, New World 80383-2. Release date: December 8, 1992.
  - Divertimento; Fred Sherry, cello; Riverside Symphony, George Rothman conducting.
- Flashbacks: Music by Mario Davidovsky, Bridge Records, Bridge 9097. Release date: June 27, 2000.
  - Flashbacks; The New York New Music Ensemble.
  - Festino; Speculum Musicae.
  - Romancero; Susan Narucki, soprano; Speculum Musicae.
  - Quartetto No. 2; Peggy Pearson, oboe; Bayla Keyes, violin; Mary Ruth Ray, viola; Rhonda Rider, violoncello.
  - Synchronisms No. 10; David Starobin, guitar.
  - String Trio; Speculum Musicae.
- Mario Davidovsky: 3 Cycles on Biblical Texts; Susan Narucki, soprano; Riverside Symphony, George Rothman conducting; Bridge Records, Bridge 1112. Release Date: July 30, 2002.
  - Shulamit's Dream.
  - Scenes from Shir ha-Shirim.
  - Biblical Songs.
- Harvard Composers, Mendelssohn String Quartet, BIS Records, BIS-SACD-1264. Release date: September 9, 2003.
  - String Quartet No. 5.
- Salvos: Chamber Music of Mario Davidovsky, Empyrean Ensemble; Susan Narucki, soprano. Arabesque Records, Arabesque Z6777. Release date: January 6, 2004.
  - Simple Dances.
  - Cantione Sine Textu.
  - Quartetto.
  - Salvos.
  - String Trio.
- The Music of Mario Davidovsky, Vol. 3, Bridge Records, Bridge 9171. Release date: September 1, 2005.
  - Synchronisms No. 5; The Manhattan School of Music Percussion Ensemble, Jeffrey Milarsky, conductor.
  - Synchronisms No. 6 Aleck Karis, piano.
  - Synchronisms No. 9; Curtis Macomber, violin.
  - Chacona; Curtis Macomber, violin; Eric Bartlett, cello; Aleck Karis, piano.
  - Quartetto; Susan Palma Nidel, flute; Curtis Macomber, violin; Maureen Gallagher, viola; Eric Bartlett, violoncello.
  - Duo Capriccioso; Curtis Macomber, violin; Aleck Karis, piano.